# آب را نخورید
آب را نخورید (انگلیسی: Don't Drink the Water) یک فیلم تلویزیونی (تله‌فیلم) به کارگردانی وودی آلن است که در سال ۱۹۹۴ منتشر شد.
این فیلم بر پایهٔ نمایشنامه‌ای از خودش با عنوان این آب آشامیدنی نیست که در سال ۱۹۶۶ در برادوی به روی صحنه رفت، ساخته شده‌است. این دومین اقتباس سینمایی از نمایشنامهٔ مذکور است. نسخهٔ سینماییِ نخستِ این نمایشنامه در ۱۹۶۹ میلادی، به کارگردانی هاوارد موریس و با بازی جکی گلیسون، موجب ناخرسندی وودی آلن شده بود.
همچنین این دومین فیلمی است که وودی آلن برای پخش در تلویزیون نوشت و کارگردانی کرد و قرار بود از شبکهٔ پی‌بی‌اس پخش شود.

## بازیگران
- وودی آلن
- مایکل جی فاکس
- ماییم بیالیک
- دام دی‌لوئیس
- جولی کاونر
- ادوارد هرمن